# Luís Lourenço
Luís Carlos Lourenço da Silva noto semplicemente come Luís Lourenço (Luanda, 5 giugno 1983) è un ex calciatore angolano con cittadinanza portoghese, di ruolo attaccante.

## Caratteristiche tecniche
Nel 2001 è stato inserito nella lista dei migliori calciatori stilata da Don Balón.

## Carriera

### Club
Ha giocato nella prima divisione portoghese ed in quella greca.

### Nazionale
Ha partecipato agli Europei Under-21 del 2004 (conclusi con un terzo posto) ed a quelli del 2006, oltre che ai Giochi Olimpici del 2004.
In seguito, nel 2011 ha giocato una partita con la nazionale maggiore angolana.